# Ruechukorn Promjak
Ruechukorn Promjak (thailändisch ฤชุกร พรมจักร; * 3. Januar 2005) ist ein thailändischer Fußballspieler.

## Karriere
Ruechukorn Promjak erlernte das Fußballspielen in der Jugendmannschaft des Nongbua Pitchaya FC. Seinen ersten Vertrag unterschrieb er Anfang August 2023 beim Lampang FC. Der Verein aus Lampang spielt in der zweiten Liga, der Thai League 2. Sein Zweitligadebüt gab Ruechukorn Promjak am 4. Februar 2024 (22. Spieltag) im Auswärtsspiel gegen den Customs United FC. Bei dem 3:3-Unentschieden stand er in der Startelf und wurde nach der Halbzeitpause gegen Saphon Mueangchomphu ausgewechselt.